# Georg Pfannenstein
Georg Pfannenstein (* 4. März 1943 in Weiden) ist ein deutscher Politiker (SPD) und ehemaliger Abgeordneter des Deutschen Bundestages.

## Leben
Pfannenstein absolvierte nach der Volksschule die Berufsschule und machte eine Lehre zum Elektriker. Anschließend folgte die Meisterprüfung. Er arbeitete anschließend in einem Unternehmen des Maschinen- und Anlagenbaus, wo er auch Betriebsratsvorsitzender wurde. Außerdem war er Kreisvorsitzender der Arbeiterwohlfahrt Schwandorf. 2007 gründete er die Sozialpädagogische Tagesstätte der Arbeiterwohlfahrt.

## Politik
Pfannenstein war seit 1972 Mitglied in der SPD und war seit 1990 Kreisvorsitzender in Schwandorf. Im Bezirk Oberpfalz war er stellvertretender Bezirksvorsitzender der SPD. Pfannenstein war Mitglied im Parteirat der SPD und Bezirksvorsitzender der Arbeitsgemeinschaft für Arbeit in der SPD Oberpfalz. Zudem war er Kreistagsmitglied in Schwandorf und seit 1994 Mitglied des Deutschen Bundestages, dem er bis zum Ende der vierzehnten Legislaturperiode 2002 angehörte.